# Maakri HUB
Maakri HUB ou Maakri 23a est un immeuble de grande hauteur construit dans le  district Kesklinn à Tallinn, en Estonie.

## Immeuble de Postimees
Maakri 23a était un immeuble commercial de 14 étages construit entre 1999 et 2000 au 23a rue Maakri à Tornimäe,..
L'édifice a été conçu par Arhitektuuribüro Urbel et Peil et construit par AS Faretex, Merko Ehitus et Kandur AS.
L'immeuble de bureaux de 52 mètres de haut abritait les sociétés du groupe Postimees (et) (anciennement Eesti Meedia).
En conséquence, le bâtiment était également connu sous le nom de immeuble de Postimees.

## Maakri HUB
En 2020, Postimees a déménagé dans un nouveau bâtiment à Tartu maantee 80, et la société Fausto Capital (et) a entamé une rénovation complète de l'immeuble de bureaux dès l'automne 2020.
En juin 2021, l'édifice a été démoli.
Un immeuble de bureaux de 28 étages nommé Maakri HUB est construit à la place de l'ancien bâtiment.
La nouvelle tour de 28 étages d'une hauteur de 107 mètres et d'une superficie de 16 086 m2 sera achevée en juin 2023.